# Casa de La Tour de Auvérnia

Brasão de armas pessoal dos condes de Auvérnia e Bolonha da Casa de la Tour de Auvérnia.

A Casa de La Tour de Auvérnia (ou Arvénia) (em francês:  de La Tour d'Auvergne) foi uma família nobre francesa..
O patronímico desta ilustre família era, inicialmente, de La Tour até ao casamento em 1389 de Bertrand IV de La Tour, senhor de La Tour, na Auvérnia, com Maria, condessa herdeira de Auvérnia (Marie d'Auvergne).

## Ramo Sénior
O ramo sénior, que manteve os títulos de conde de Auvérnia e conde de Bolonha por cerca de meio século, extinguiu-se em 1501, com a morte do conde João IV, deixando apenas duas filhas:
- Ana de La Tour de Auvérnia (ca.1495-1524), condessa de Auvérnia (1501-1524), sem descendência;
- Madalena de La Tour de Auvérnia (1498–1519), que casa, em 1518, com Lourenço II de Médici, duque de Urbino, e que morre, dando à luz à futura rainha de França, Catarina de Médici, condessa de Auvérnia.

Com a morte da rainha Catarina de Médicis o seu património é integrado na Coroa.

## Ramo Cadete
O ramo cadete, extinto em 1802, detinha o título de Duque Soberano de Bulhão desde 1594 e os títulos de duque de Albret e duque de Château-Thierry, desde 1651.
O nome também foi adotado pelo famoso soldado Théophile Corret de la Tour d'Auvergne, que era descendente de um ramo ilegítimo da família.

## Armorial
Foram vários os brasões utilizados pela família de La Tour de Auvérnia ao logo dos tempos fazendo alusão às suas origens geográficas, aos estados governados e aos cargos desempenhados.

Brasão original da família de La Tour.
Brasão da Província de Auvérnia (Auvergne)
Brasão dos condes de Auvérnia e Bolonha da Casa de La Tour de Auvérnia.
Brasão dos La Tour de Auvénia, Duques soberanos de Bulhão e Viscondes de Turenne.
Brasão do Ducado Soberano de Bulhão.
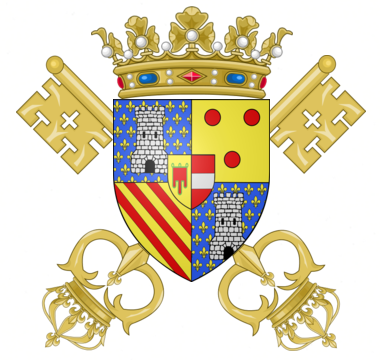
Brasão de Carlos Godofredo de La Tour de Auvérnia como Copeiro Môr (Grand Chambellan) de França.
Brasão de Catarina de Médici, rainha de França, filha de uma princesa de La Tour de Auvérnia (ramo senior)